# Aleksandr Benois
Aleksandr Nikołajewicz Benois (ros. Александр Николаевич Бенуа Aleksandr Nikołajewicz Benua; ur. 21 kwietnia?/3 maja 1870 w Petersburgu, zm. 9 lutego 1960 w Paryżu) – rosyjski malarz, ilustrator i scenograf, tworzący w stylu secesji. Współtwórca czasopisma „Świat Sztuki”.

## Życiorys
Był zwolennikiem idei integracji dziedzin sztuki. Malował obrazy o tematyce historycznej, tworzył ilustracje do książek i projektował awangardowe scenografie do przedstawień Ballets Russes Siergieja Diagilewa m.in. Pietruszka (którego libretta był współautorem) w 1911.
Brat architekta Leontija Benois.